# Crandon, Wisconsin
Crandon là một thành phố thuộc quận Forest, tiểu bang Wisconsin, Hoa Kỳ. Năm 2000, dân số của thành phố này là 1961 người.